# Alicia Villalba
María Alicia Villalba Acosta (født 28. februar 1988) er en paraguayansk håndboldspiller, som spiller for San José Handball og det paraguayanske landshold.
Hun repræsenterede Paraguay ved verdensmesterskabet i håndbold for kvinder i 2013 i Serbien, hvor det paraguayske hold blev placeret som nr. 21.